# Sockel 8

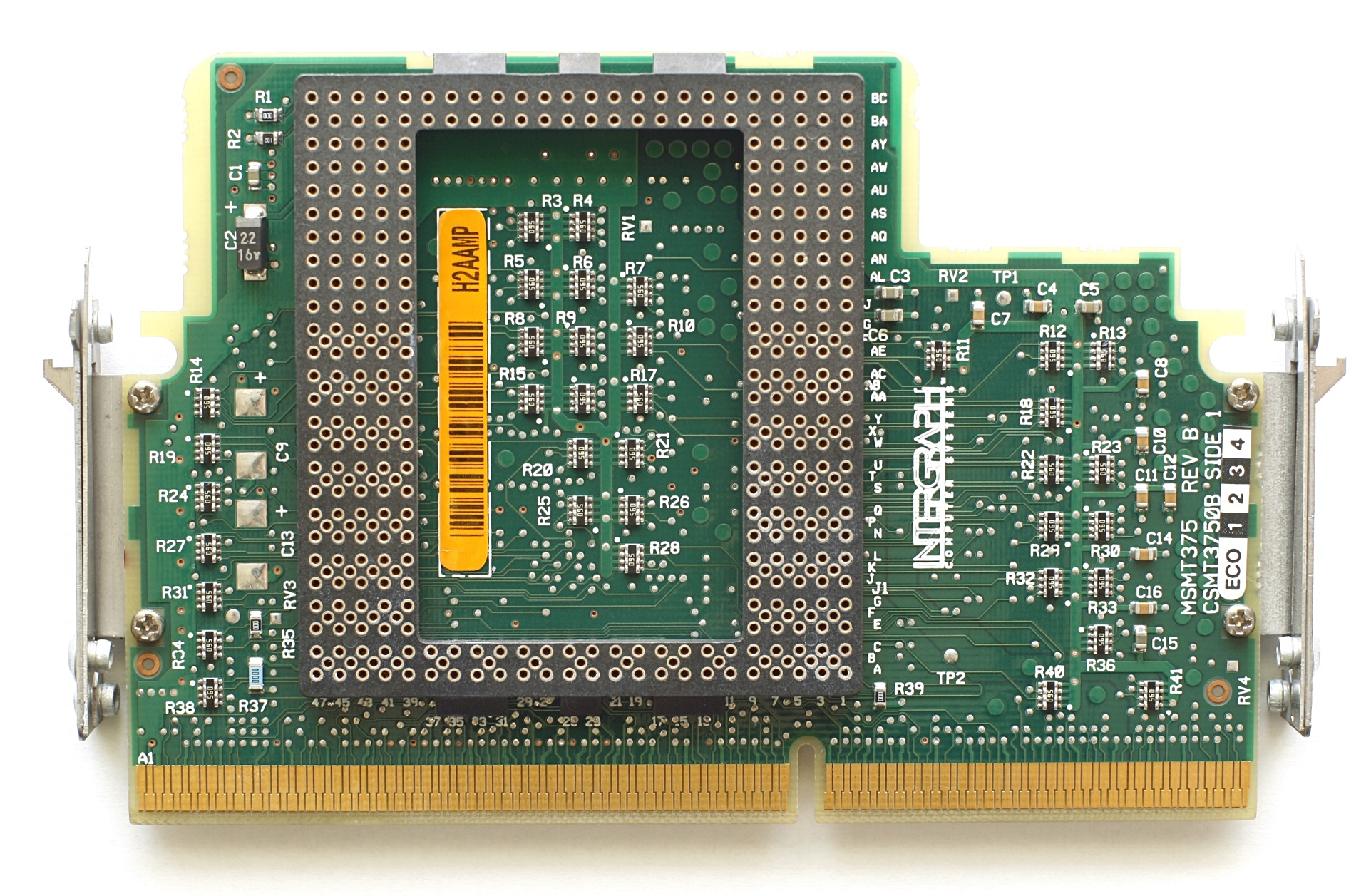
Sockel-8-Adapter für Slot-1-Hauptplatinen.

Der Sockel 8 war der einzige Sockel für Intel Pentium-Pro-Prozessoren. Es handelt sich dabei um eine rechteckige SPGA-ZIF-Bauform, welche speziell von Intel für diesen Prozessor entwickelt wurde. Dies ermöglichte es, den Cache als zweiten Die mit auf dem Chipträger zu platzieren. Intel erzielte damit eine schnellere Anbindung des 2nd-Level Cache, den Vorläufer des „Cache on Die“, wie er durch bessere Fertigungsprozesse heutzutage üblich ist.
Die Pinverteilung des Sockel 8 (modified staggered) spiegelt deutlich die unterschiedliche Anbindung der beiden Dies wider.
Außer dem Pentium Pro konnten auf dem Sockel 8 nur Intel Pentium-II-Overdrive-Prozessoren eingesetzt werden. Einige Hauptplatinen-Hersteller erhöhten die Upgradefähigkeiten von Pentium-Pro-Hauptplatinen, indem sie die Hauptplatinen mit einem Slot 1 ausrüsteten, in den zum Betrieb eine Platine mit einem Sockel 8 eingesetzt wurde.
Der Sockel 8 wurde für den Pentium II durch die Steckplätze Slot 1, Slot 2 und später durch den Sockel 370 ersetzt.